# Just Wanna Be with You
Just Wanna Be with You is een nummer van de Nederlandse zanger Janieck uit 2017.
Het nummer gaat over een jongen die vurig verlangt naar zijn vriendin. Als opvolger van de zomerhit Feel the Love, was "Just Wanna Be with You" een stuk minder succesvol. Het bereikte slechts de 24e positie in de Nederlandse Tipparade. 